# Образцовий (Ленінградський район)
Образцовий — селище в Ленінградському районі Краснодарського краю Російської Федерації. Адміністративний центр Образцовського сільського поселення.
Населення — 1717 осіб (за даними перепису 2010 року).
| Росія | Це незавершена стаття з географії Росії. Ви можете допомогти проєкту, виправивши або дописавши її. |